# 대한민국 형사소송법 제330조
대한민국 형사소송법 제330조는 피고인의 진술없이 하는 판결에 대한 형사소송법의 조문이다.

## 조문
제330조(피고인의 진술없이 하는 판결) 피고인이 진술하지 아니하거나 재판장의 허가없이 퇴정하거나 재판장의 질서유지를 위한 퇴정명령을 받은 때에는 피고인의 진술없이 판결할 수 있다.

第330條(被告人의 陳述없이 하는 判決) 被告人이 陳述하지 아니하거나 裁判長의 許可없이 退廷하거나 裁判長의 秩序維持를 爲한 退廷命令을 받은 때에는 被告人의 陳述없이 判決할 수 있다.

## 판례
- 필요적 변호사건에서 피고인이 재판장의 허가없이 퇴정하고 변호인마저 이에 동조하여 퇴정해 버린 경우, 방어권의 남용 내지 변호권의 포기로 보아 증거동의가 간주되고 피고인이나 변호인의 재정없이도 심리판결을 할 수 있다[1].

### 필요적 변호사건에서 변호인 출석없이 이루어진 소송행위의 효력
1. 필요적 변호사건에서 변호인없이 이루어진 공판절차에서의 소송행위는 무효이다.
2. 이미 그 전에 적법하게 이루어진 소송행위까지 모두 무효로 된다고는 볼 수 없는 것이다.
3 .다른 절차에서 적법하게 이루어진 소송행위는 유효하다.
필요적 변호사건에서 사선변호인에 대한 기일통지가 없어 사선변호인이 불출석하였으나 국선변호인의 출석하에 공판기일을 진행한 조치는 적법하다.

## 참고 문헌
- 손동권 신이철, 새로운 형사소송법(초판, 2013), 세창, 2013. ISBN 9788984114081